# Janggi

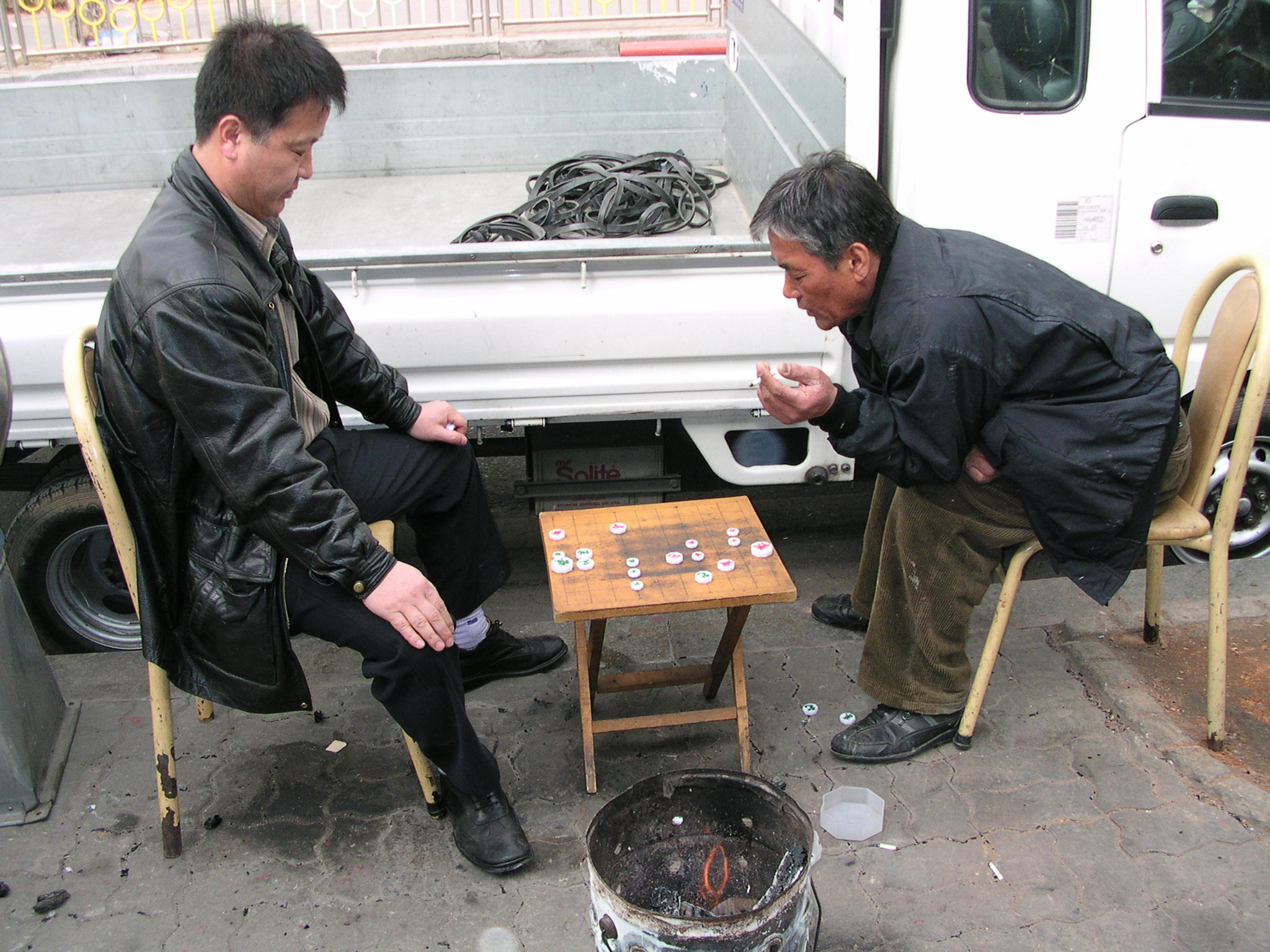
Gracze na seulskiej ulicy.

Janggi – koreańska gra planszowa szeroko rozprzestrzeniona w Korei. Janggi ma wiele reguł wspólnych z chińskim xiangqi, jednak wiele zasad janggi jest starszych niż współczesna gra chińska, jak np. pozycja startowa generała (króla) oraz plansza złożona z 9 × 10 pól bez chińskiej "rzeki" pośrodku. Janggi zawiera również wiele bardzo interesujących innowacji o rodowodzie koreańskim; gra ta jest czasami nazywana koreańskimi szachami. Gra rozgrywana jest na planszy, która zawiera 10 linii przebiegających wzdłuż i 9 linii biegnących wszerz.

## Historia
Janggi pochodzi od wcześniejszej formy chińskiego xiangqi („chińskich szachów”), znanej za panowania chińskiej dynastii Song (960 – 1279). Istnieją dalekie powiązania między janggi a grą shōgi.

## Janggi w kulturze koreańskiej
Często można spotkać starszych ludzi, tłoczących się wokół pojedynczej planszy, przy której dwie osoby grają o niewielkie sumy pieniędzy. W janggi gra się przez cały rok, szczególnie w miejskich parkach Seulu. Janggi uważane jest za grę hazardową.

## Reguły
Plansza składa się z 90 przecinających się linii, tworzących 9 pionowych pól oraz 10 szeregów w poziomie. Jest ona zbudowana niemal tak samo jak plansza stosowana w grze xiangqi, jednak w janggi pośrodku planszy widoczny jest brak "rzeki". Figury mają postać płaskich dysków, oznaczonych odpowiednią literą i rozmieszczone są na przecięciach linii (tak jak w xiangqi i baduk). Tradycyjne pionki do gry w janggi mają kształt ośmiokątny i różnią się rozmiarami. Gracze mają do wyboru pionki zielone (bądź niebieskie) oraz czerwone; grę rozpoczyna gracz, dysponujący zielonymi (niebieskimi) pionkami. Każdy z graczy po swojej stronie planszy ma tzw. pałac, który tworzą po trzy linie pionowe i poziome. Zajmuje  on centralne miejsce pośrodku poziomych rzędów i przystaje do zewnętrznej krawędzi planszy, położonej najbliżej gracza. "Pałac" zawiera także dwie linie, stanowiące jego przekątne i przecinające się pośrodku, tworzące przy tym znak "X".

## Pionki
Pionki oznaczone są znakami chińskimi (kor. 한자 (hancha). Oznaczenia na zielonych pionkach pisane są kursywą, dla przykładu zielony rydwan (cha) zawiera pisaną kursywą wersję litery 車, wyglądającą jak: 车.

### Generał
W janggi odpowiedniki królów, występujących w szachach Zachodnich określa się jako generałów armii (janggun). Generałowie oznaczeni są chińskim znakiem Han (w chińskim pinyin: Hàn; 漢) dla pionków czerwonych i Cho (chin. Chŭ; 楚) – dla zielonych. Reprezentują one wrogie państwa Han i Chu, które toczyły ze sobą walkę o panowanie w początkowym okresie rządów dynastii Qin w Chinach (zob.: rywalizacja między Chu a Han, Okres Walczących Królestw, Okres Wiosen i Jesieni). W Korei Północnej nie używa się określeń „Chu” i „Han”; tutaj czerwony generał nosi nazwę jang (chin. jiàng; 將, "generał",), zielony natomiast nazywany jest gwan (chin. guān; 官, "minister").
Janggi od swojego chińskiego odpowiednika różnią się tym, że w janggi generał rozpoczyna grę w centralnym punkcie pałacu, rzadziej w środkowym punkcie dolnej krawędzi pałacu. Generał może przesunąć się o jedno pole naraz wzdłuż linii zaznaczonych na planszy na dowolną spośród 9 pozycji wewnątrz pałacu. Wewnątrz pałacu można wyróżnić 4 ukośne linie, łączące jego centralny punkt z kątami. Utrata generała oznacza przegraną. Generał nie może opuszczać pałacu bez względu na okoliczności. Kiedy generałowie znajdą się naprzeciwko siebie i żaden z graczy nie ma możliwości wykonania ruchu, ma miejsce bikjang – remis. Ta reguła odróżnia janggi od szachów chińskich, gdzie ustawienie generałów naprzeciwko siebie jest sprzeczne z zasadami gry.
Jeśli nie można wykonać generałem żadnych ruchów, ale jego pozostawanie na planszy nie stanowi żadnego zagrożenia dla dalszego przebiegu gry, można pominąć jego ruch i pozostawić go na zajmowanym przez niego miejscu.

### Strażnicy
Pionki, ze znakiem sa (士) oznaczają cywilnych urzędników rządowych, to jest członków rady, służącej głównodowodzącemu. Figury te nazywane są strażnikami wówczas, gdy stoją blisko generała; zwane są także asystentami lub mandarynami.
Strażnicy ustawieni są po prawej i lewej stronie generała. Mogą wykonywać takie same ruchy jak on: przesuwać się o jedno pole naraz wzdłuż linii w obrębie pałacu. Są to jedne ze słabszych figur przez to, że nie mogą opuszczać pałacu, a ich głównym zadaniem jest ochranianie generała.

### Słonie
Słonie, określane za pomocą znaku sang (象), rozmieszczone są po lewej i prawej stronie strażników. Figury te mogą wykonać pojedynczy ruch poziomo lub pionowo, a następnie przesunąć się o 2 pola w poziomie od swojej pozycji wyjściowej. (Tak jak koń i jego chiński odpowiednik, słoń nie może poruszać się w danym kierunku wówczas, gdy na jego drodze znajduje się jakiś inny pionek.) Inaczej niż w xiangqi, które rolę słonia ograniczają do obrony poprzez ograniczenie pola jego działania do jednej tylko strony planszy ze względu na obecność "rzeki", w janggi ruchy słonia po drugiej stronie planszy nie są niczym ograniczone, ponieważ w tej grze "rzeka" nie występuje. Dlatego koreański słoń jest pionkiem nieporównywalnie bardziej ofensywnym niż jego chiński odpowiednik. Słoń może być ustawiany zamiennie z koniem, znajdującym się obok niego.

### Konie
Pionek, nazywany koniem lub ma (馬) jest bardzo podobny do skoczka w szachach międzynarodowych, z wyjątkiem tego, że "kąt" ruchu konia nie może być zajmowany przez żaden inny pionek, podobnie jak w przypadku konia w chińskim xiangqi. Ruch konia przypomina ruch wykonywany przez słonia, z tym że koń może posunąć się tylko o jedno pole w linii ukośnej. Koń może być ustawiany zamiennie ze znajdującym się obok niego słoniem.

### Rydwany
Oznaczone są literą cha (車). Podobnie jak Wieża w szachach europejskich, rydwan porusza się i zajmuje pola w linii prostej, pionowej lub poziomej. Dwa rydwany rozpoczynają grę z rogów planszy. Rydwan może poruszać się wzdłuż przekątnych wewnątrz "pałacu", ale tylko w linii prostej.

### Działa
Oznaczone są symbolem po (包). Każdy gracz dysponuje dwoma działami. Działa umiejscowione są w szeregu za pionkami, bezpośrednio naprzeciw koni (jeśli konie znajdują się na polu sąsiadującym z rydwanami). Działo porusza się skokami pionowo lub poziomo. Skok działa może mieć dowolną długość, pod warunkiem, że między jego wyjściową pozycją a pozycją docelową znajduje się dokładnie jeden pionek. Aby działo mogło zbić jakiś pionek, między nim a tym pionkiem musi znajdować się jeszcze jeden pionek (tej samej strony bądź strony przeciwnej). Wówczas działo wykonuje ruch i zbija pionek. Na początku gry, kiedy jeszcze wszystkie pionki znajdują się na swoich miejscach działa są szczególnie przydatne, jednak ich rola maleje w miarę posuwania się gry. Pionkiem, przez który przeskakuje działo, nie może być drugie działo; działa nie mogą także zbijać się nawzajem.

### Żołnierze
Pionki te oznaczone są symbolem byeong (兵) (termin używany głównie na określenie żołnierza), odnoszącym się do figur czerwonych, natomiast dla figur zielonych stosuje się symbol jol (卒) (który również oznacza żołnierza, jednak jest rzadszy w użyciu). Każda ze stron dysponuje 5 żołnierzami. Umieszczone są one w szeregu, znajdującym się najbliżej przeciwnej strony, zajmując co drugie miejsce na planszy. Poruszają się i zdobywają punkty inaczej niż pionki w szachach międzynarodowych, wykonując ruch na wprost bądź w inną stronę. Inaczej niż w szachach chińskich, żołnierze nie muszą poruszać się na boki. Taki ruch dozwolony jest tylko wtedy, gdy sięgną końca planszy. Żołnierze mogą także wykonywać pojedyncze ruchy wewnątrz pałacu przeciwnika, jednak mogą to być wyłącznie ruchy naprzód.

## Zakończenie gry
W zachodnich szachach gra ustaje w momencie, kiedy niemożliwe są jakiekolwiek legalne ruchy. W janggi utknięcie w martwym punkcie gry nie jest równoznaczne z remisem, ponieważ wówczas gracz przeskakuje swoją kolejkę. Dopiero gdy obaj gracze nie mają już możliwości wykonania legalnego ruchu, gra kończy się remisem.
Szach poprzedzony jest wypowiedzeniem słowa janggun (które oznacza generała; 將軍). Kiedy grającemu uda się uniknąć szacha, wypowiada słowo meonggun. Nie ma obowiązku wypowiadania słowa janggun na głos.

## Pozostałe reguły
W koreańskich rozgrywkach janggi, zgodnie z regułami ustalonymi przez Koreańskie Stowarzyszenie Janggi, nie uznaje się remisu w żadnej formie. Nie jest uznawany remis poprzez szach lub powtórzenie pozycji. Jeśli pozycja była powtórzona trzykrotnie, arbiter wzywany jest do wydania orzeczenia, po czyjej stronie leży błąd. Zazwyczaj sędzia nakazuje przegrywającemu graczowi wykonanie innego ruchu, przez co gracz, który wygrywa, może zyskać przewagę, jednak czasem sytuacja nie jest technicznie przejrzysta na tyle, aby orzec, po czyjej stronie jest wina, a inni arbitrzy mogą nie być zgodni co do tego, który gracz ma ustąpić albo czy powtórzenie nie jest zbyt forsowne dla obu stron. Regułę tę stosuje się po to, aby móc podjąć decyzję co do zwycięzcy i przegranego podczas rozgrywek turniejowych.
Gracz może podjąć decyzję o wykonaniu ruchu, kiedy jego generał znajduje się nieosłonięty naprzeciwko generała przeciwnika, przez co generałowie obu grających blokują się nawzajem. Taki ruch zaprzepaszcza szansę pierwszego gracza na wygranie gry, jednakże może być bardzo korzystny. Przez dalszą część gry pierwszy gracz może użyć swojego generała do wstrzymania generała przeciwnika. Decyzja o wprowadzeniu takiej sytuacji na planszy może być wywołana chęcią uniknięcia przez gracza przegranej poprzez mat. Na szczególną uwagę zasługuje fakt, że ruch, umożliwiający przeciwnikowi ponowne "uruchomienie" jego generała, jest honorowym posunięciem pierwszego gracza, ponieważ jest równoznaczny z postawieniem się przez niego w sytuacji patowej.
Jeśli żaden z graczy nie może zdobyć generała przeciwnika i wygrać gry za pomocą przewagi własnych figur, gracze sumują punkty, jakimi dysponują ich pionki i kontynuują grę do momentu rozstrzygnięcia, kto jest zwycięzcą.
Rydwany: 13 punktów
Działa: 7 punktów
Konie: 5 punktów
Słonie: 3 punkty
Strażnicy: 3 punkty
Żołnierze: 2 punkty
Ponieważ niebieskie pionki rozpoczynają grę, mają przewagę. Aby zrekompensować ten brak graczowi, grającemu czerwonymi pionkami, przyznaje mu się dodatkowe 1,5 punktu. W ten sposób na początku gry niebieskie dysponują 72. punktami, natomiast Czerwone – 73,5. punktami. Jeżeli żadna ze stron nie jest na tyle silna, by odnieść zwycięstwo, osoba z większą ilością punktów ogłaszana jest zwycięzcą.